# 阪急バス西宮営業所
阪急バス西宮営業所（はんきゅうバスにしのみやえいぎょうしょ）は、兵庫県西宮市深津町にある阪急バスの営業所。
最寄りの停留所は「西宮営業所前」、営業所略号は「西」。

## 概要

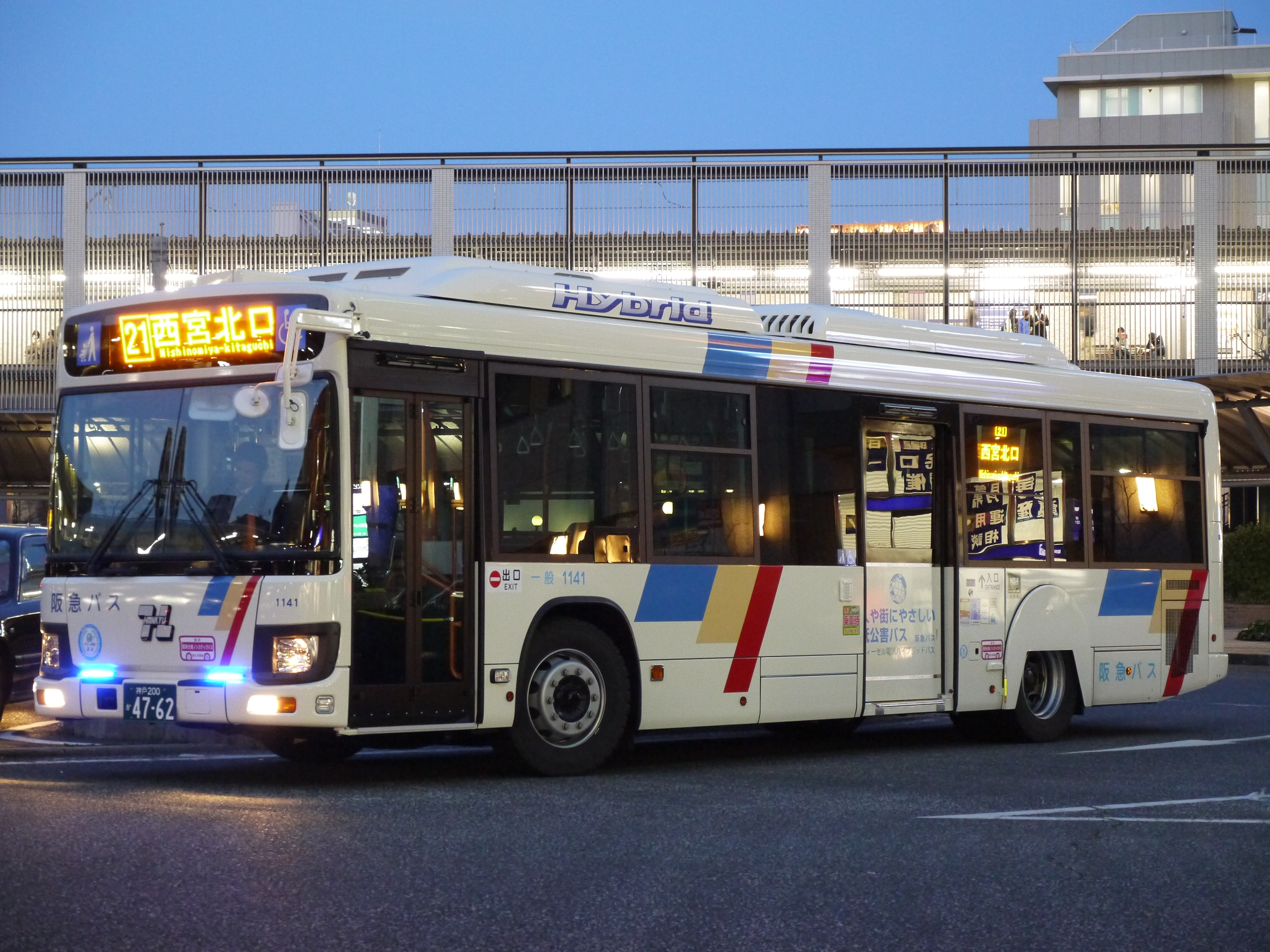
西宮営業所管轄路線で使用されるハイブリッドバス

西宮市南部の路線網を運行する。同市内でも甲山より北側の山口地区は山口営業所の担当であり、市の南北を縦貫するさくらやまなみバスにおいても全区間で同営業所が単独で担当している。
西宮北口駅の近くに立地しており、阪急今津線（南線）の同駅 - 阪神国道駅間の車窓からその様子を見ることができる。立地上、上述のさくらやまなみバスの車両も休憩所として当営業所を出入りすることがある。
管内全区間が大人240円・小児120円の均一運賃であり、阪急バスの営業所で唯一、運行区間で料金が変わる路線を保有しない営業所である（そのため整理券は発行しない）。
芦屋浜営業所と並び、兵庫県下の阪急バスの営業所の中では比較的早い時期にPiTaPaを導入した。
ハイブリッドバスを多数所有している営業所でもある。

## 現行路線

### 西宮市内線
西宮市の鉄道駅を起点とする、市内南部の路線。西宮市には公営のバスがないため、阪神バスと共に地域の足を担っている。
臨海部の路線が多い阪神バスに対し、当営業所の路線の多くはやや山手寄りを走る。ただし、逆に阪急バス路線の一部が臨海部の朝凪町を走ったり、阪神バスも西宮山手線で甲陽園駅まで乗り入れたりしている。また、夙川台系統は阪神バス鷲林寺線と同じルートで、2006年10月より阪神西宮と阪急西宮北口を結ぶ路線を共同運行している。このほか阪神バスとの共同運行で阪神甲子園へ乗り入れる系統もあった（詳細はこちら）。
阪急バスの主な営業エリアであるJR線より北側のエリアは阪急今津線が通っていることもあって当路線はじめ西宮市街地周辺の阪急バス路線網は阪神バスより小規模で、利用者も同社と比較すると少なくなっている。
均一運賃の市内線であることから、当路線専用の1日乗車券もある。

#### 甲東園駅方面

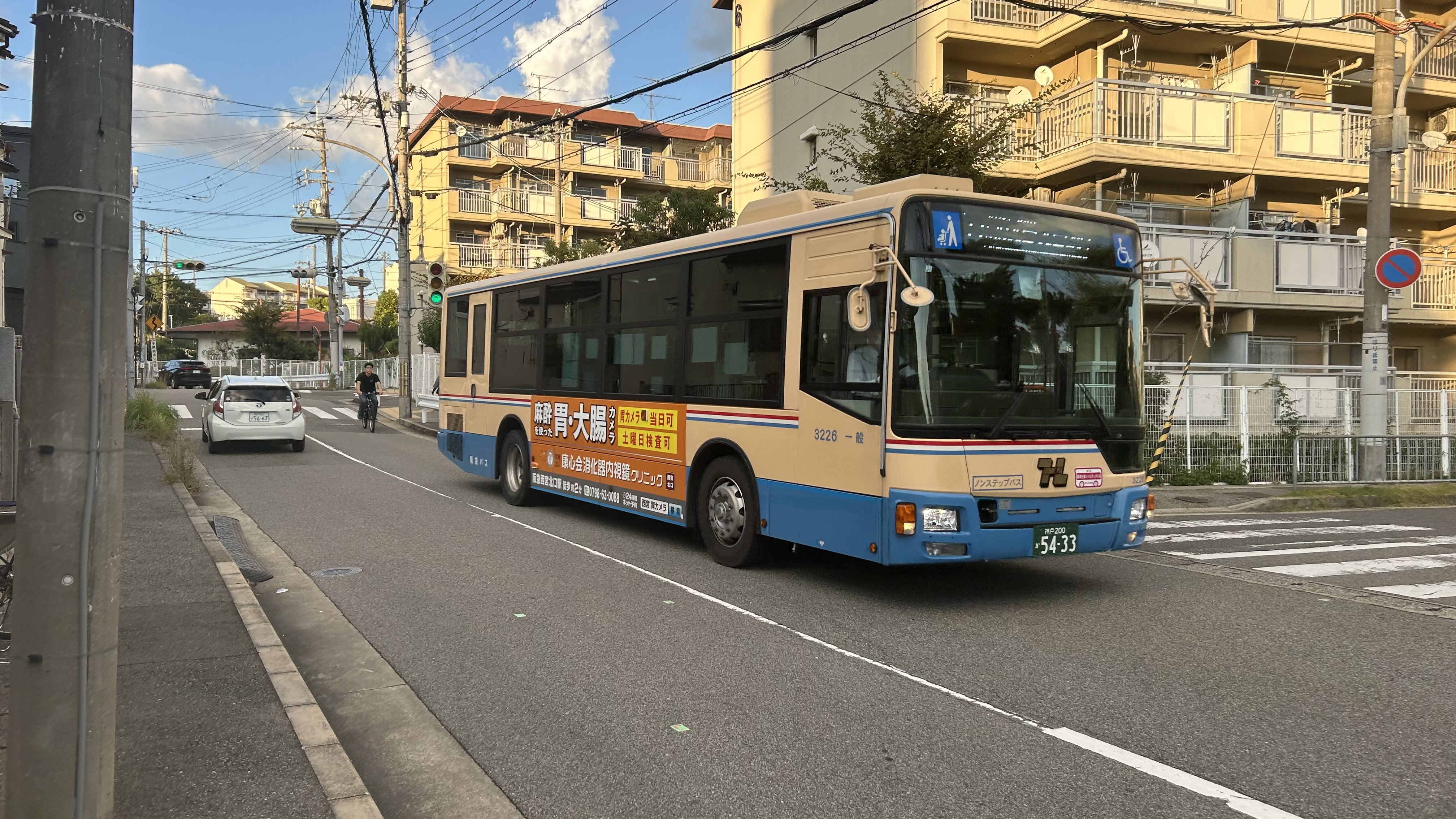
11系統

阪急西宮北口駅・JR西宮駅と阪急甲東園駅を結ぶ、西宮市内線の基本系統。一部は阪急西宮北口駅から誠成公倫会館方面などさらに南方へ向かう系統もある。
西宮北口駅 - 市民運動場前間でJR西宮駅を経由するものと能登町を経由するもの、高座橋 - 関西学院間で上ヶ原六番町を経由するものと愛宕山を経由するもの、能登町 - 関西学院間を神戸女学院西門前経由で短絡するものなど、経由地別に多様な系統に分かれている。軸となるのは西宮北口駅と甲東園駅をJR西宮駅・上ヶ原六番町経由で結ぶ11系統で、その他の本数はわずか。一方循環の形態で運行するものも多い。
阪急神戸線の特急停車駅である西宮北口駅方面だけではなく、関西学院を含む上ヶ原地区内を中心に甲東園駅方面への流動も多く、甲東園側の区間便も運行されている。
関西学院へのスクールバスとしての役割もあり、平日登校日の通学ラッシュ時には甲東園駅 - 関西学院間の直行便も設定される。なおこの便は時刻表に運行時間が明記されておらず、甲東園駅の時刻表では「7時台〜14時台随時運行」とのみ記載されている。同駅1のりばは「関西学院前行きのりば」とされており、この直行便も1のりばからの発車を基本としている。なお2010年7月1日の改正までは系統番号の設定があり、「20系統」と称していた。このほか登校日の夕方には関西学院前発阪急西宮北口駅行きの各停便も運行される。
阪神西宮方面は阪神バス西宮北口線と共同運行扱いとなっているがいずれも本数が少ない。また現在同駅に乗り入れる系統は16・26系統の3往復のみだが、かつては阪神西宮 - 甲東園を西宮北口に立ち寄らずに結ぶものなど複数系統が乗り入れていた。
2021年4月3日の改正で大幅に系統番号を見直している。
甲東園駅行きは阪急西宮北口駅では2のりば・JR西宮駅では1番のりばから、阪急甲東園駅では直通便を除き2のりばから発車。
- 10系統：阪急甲東園駅 → 関西学院前 → 上ヶ原六番町 → 上ヶ原 → 大社町 → 広田神社前 → 高座橋 → 市民運動場前 → 中村 → JR西宮駅
  - 11系統のJR西宮駅止まりの区間便に相当し、最終便のほか甲東園駅発7時台に5本運行。平日最終便は深夜バスであり、運賃が通常の倍額となる。
  - 逆方向にあたるJR西宮駅発は11系統として運行（下記参照）。
- 11系統：阪急西宮北口駅 - JR西宮駅 - 中村 - 市民運動場前 - 高座橋 - 広田神社前 - 大社町 - 上ヶ原六番町 - 上ヶ原 - 関西学院前 - 阪急甲東園駅
  - 当路線の基本経路であり1日あたりの本数が管内で頭一つ抜けて多い。日中は15分間隔で、1時間あたり4本運行。
  - 早朝を中心に市民運動場前発甲東園駅行きの区間便が平日6本・土休日2本運行される。
  - 上記の10系統の逆方向にあたるJR西宮駅発の区間便は平日のみ運行。朝に4本あるほか、関西学院登校日のみ、10時台にも追加で1本設定。
  - 平日23時台の西宮北口駅発2本は深夜バス。
  - 1999年4月27日の改正で従来経由しなかったJR西宮を経由する系統として新設[注 8]。当時は21系統を名乗っていたが、2010年7月1日の改正で甲東園行きのみ11系統に改称、2021年には西宮北口行きも改称した。
  - JR西宮駅 - 大社町間は阪神バスと重複している。
- 12系統︰阪急西宮北口駅 - 能登町 - 市民運動場前 - 高座橋 - 広田神社前 - 大社町 - 上ヶ原六番町 - 上ヶ原 - 関西学院前 - 阪急甲東園駅
  - JR西宮駅を経由せず、代わりに能登町を経由することで西宮北口駅 - 市民運動場前・上ヶ原方面を短絡する経路。
  - 西宮北口駅発は朝に1本・夕方以降に2本ずつ。甲東園駅発は平日夕方以降4本、土休日は朝と夕方以降にそれぞれ3本ずつ設定。
- 14系統：JR西宮駅 → 能登町 → 神戸女学院西門前 → 関西学院前 → 阪急甲東園駅
  - 平日朝1本のみ運行される、JR西宮駅 - 甲東園駅方面を神戸女学院西門前経由の最短経路で運行する系統。阪急西宮北口駅には停車しない。
  - 2021年までは阪神西宮始発便も運行されていた。
- 16系統：阪神西宮 → 西宮市役所前 → JR西宮駅 → 阪急西宮北口駅 - 能登町 - 市民運動場前 - 高座橋 - 愛宕山 - 関西学院前 - 阪急甲東園駅
  - 甲東園駅行きのみ、一部を除き阪神西宮を起点とする。阪神バス西宮北口線と共同運行扱いとなっており、阪神 → 西宮北口間は同線と同一経路を走行する。逆方向の阪神西宮行きは26系統となる。1日3本のみ。
  - 西宮北口駅 - 甲東園駅間の区間便もあり、こちらは甲東園駅発も運行される。朝1往復のほか、甲東園駅発は夕方にも平日1本・土休日2本設定。
  - 阪神西宮では5番のりばから、阪急西宮北口駅では阪神西宮行きは3のりばから発車。
- 17系統：阪急甲東園駅 → 関西学院前 → 愛宕山 → 高座橋 → 市民運動場前 → 能登町 → 阪急西宮北口駅＜→19系統に直通、JR西宮駅方面へ＞
  - 甲東園駅 → 西宮北口駅は16系統と同一で、そこから19系統へ直通しJR西宮駅方面へ向かい甲東園駅へ戻る事実上の循環系統。
  - 朝のみの運行で、平日2本・土休日1本の設定。
- 19系統：＜→一部は17系統から直通＞阪急西宮北口駅 - JR西宮駅 - 中村 - 市民運動場前 - 高座橋 - 愛宕山 - 関西学院前 - 阪急甲東園駅
  - JR西宮駅から愛宕山方面への経路。
  - 前述の通り、甲東園駅行きについては17系統からの直通便がある。直通便も合わせると、平日は朝夕それぞれ5本ずつ・土休日朝夕それぞれ4本ずつの運行となる。
  - 甲東園駅発は朝に2本、平日夕方以降4本・土休日同時間帯3本運行。
- 24系統：阪急甲東園駅 → 関西学院前 → 神戸女学院西門前 → 能登町 → 阪急西宮北口駅 → 西宮営業所前 → JR西宮駅 → 西宮市役所前（阪神西宮駅東口） → 東町 → 浜松原町 → 誠成公倫会館 → 朝凪町 → 阪神西宮駅東 → JR西宮駅 → 西宮営業所前 → 阪急西宮北口駅 → 能登町 → 神戸女学院西門前 → 関西学院前 → 阪急甲東園駅
  - 誠成公倫会館方面への循環便で、大半が西宮北口駅を起終点とする循環便、一部は西宮北口駅 - 誠成公倫会館間の区間便となる（往路と復路で経路は異なる）。最終便は西宮北口駅発の朝凪町止まり。
  - 土休日の誠成公倫会館発のうち、夕方7本はJR西宮駅止まり（全て休館日運休）。
  - 甲東園駅発着便については、2時間おきに甲東園駅発が5本・甲東園駅行きが4本の運行。起終点のうち一方は西宮北口駅であり、甲東園駅始終着の便は存在しない。西宮北口駅 - 甲東園駅の道中は能登町・神戸女学院西門前経由の短絡ルートをとる。
  - 誠成公倫会館方面行きは阪急西宮北口駅では1のりば・JR西宮駅では2番のりばからの発車。
  - 「誠成公倫会館」停留所は、当初は同施設の敷地内（玄関前）のみに設けられていたため、施設の休館日は同停留所を休止し通過としていた[注 9]が、2020年1月27日のダイヤ変更で休館日も含め通年営業することとなった。既存の敷地内の停留所は1番のりばとして開館日のうち9時から18時すぎまでは同のりばから発着し、また同時間帯は増発便が運行される。一方で、同日のダイヤ変更以降の休館日は終日1時間にほぼ1本のみと、大幅に減便された。同停留所を経由する便は全て西宮営業所前経由とした[4][注 10]。このほか、毎年秋に行われる『にしのみや市民祭り』の開催日には、朝凪町方面へ行く系統は西宮市役所前 - 石在町間を休止とし、札場筋交差点へ迂回する。
  - 2010年までは23A系統と称していた。
  - 現在、阪急西宮北口駅 - JR西宮駅間で西宮営業所前を経由するのは当系統のみ（他は全て両度町を経由）だが、一時期西宮北口発西宮営業所前行きの短距離系統が運行されていたこともあった[注 11]。
- 26系統：阪急甲東園駅 → 関西学院前 → 愛宕山 → 高座橋 → 市民運動場前 → 能登町 → 阪急西宮北口駅 → JR西宮駅 → 西宮市役所前 → 阪神西宮
  - 16系統の阪神西宮発便の逆行きに相当。1日3本、2時間おきに運行。

#### 甲子園口駅方面
阪急西宮北口駅とJR甲子園口駅を甲子園学院前や熊野町を経由して結ぶ。
かつては西宮北口 - 甲子園学院前 - 熊野町 - JR甲子園口の39系統を基本に、西宮北口 - 大屋町 - 上之町 - 熊野町 - JR甲子園口（甲子園学院前は経由せず）便も2時間に1本程度運行していた。後に全便とも甲子園学院前を経由することとなり、上之町経由便は西宮北口 - 甲子園学院前 - 熊野町 - 上之町 - 熊野町 - JR甲子園口と熊野町を2回経由するルートに変更された。
さらに後に西宮中央病院へのアクセス確保のため、上之町経由便を延伸し現在の50系統となったが、西宮北口駅からではJR甲子園口駅を経由するため非常に大回りとなっている。このほか平日の甲子園学院中学校・高等学校開校日朝のみ、西宮北口 - 甲子園学院前 - 西宮北口の循環系統の運行もあった。
2021年4月3日改正でルートの見直しが行われた。
阪急西宮北口駅では1のりばからの発車。
- 38系統：＜→50または51系統から直通＞JR甲子園口駅 → 甲子園学院前 → 阪急西宮北口駅
  - 2021年に新設。2004年10月16日までは現在と全く異なる形態の先代38系統が運行されていた[注 13]。
  - 日中以降に50系統または51系統からの直通という形で片道のみ運行。
- 39系統：阪急西宮北口駅 - 甲子園学院前 - 熊野町 - JR甲子園口駅
  - 過去には基本系統として運行されていたが、現行ダイヤでは朝の3往復のみの運行となっている。
- 50系統：阪急西宮北口駅 → 甲子園学院前 → 熊野町 → JR甲子園口駅 → 熊野町 → 上之町 → 門前町 → 大島町 → 西宮中央病院前 → 上之町 → 熊野町 → JR甲子園口駅＜→JR甲子園口駅始発便は原則38系統へ直通＞
  - 甲子園口駅始発便は同駅到着後、引き続き甲子園口駅→西宮北口駅間を38系統として運行する（朝の平日4本・土休日2本は除く）。
  - 早朝には門前町発甲子園口駅止まりが運行される（平日3本・土休日2本）。
  - 夕方以降は西宮北口駅発西宮中央病院止まりの設定もあり、甲子園口駅発38系統直通と基本的に交互に運行される。
- 51系統：阪急西宮北口駅 → 大屋町 → 高木東町 → 門前町 → 大島町 → 西宮中央病院前 → 上之町 → 熊野町 → JR甲子園口駅＜→38系統へ直通＞
  - 2021年に新設。平日5本・土休日4本、2時間おきに運行。
  - JR甲子園口駅到着後は38系統として運行。
- 52系統：阪急西宮北口駅 → 甲子園学院前 → 熊野町 → JR甲子園口駅 → 熊野町 → 上之町 → 門前町 → 大島町 → 西宮中央病院前 → 高木東町 → 大屋町 → 阪急西宮北口駅
  - これも2021年に新設された系統の1つ。2時間おきに平日5本・土休日4本運行され51系統と交互に西宮北口駅を発車する。
  - このほか、平日朝にJR甲子園口駅発が1本運行される。

#### 夙川台系統
西宮営業所管内では最もルートの変遷が激しい路線であり、現在のルートは2007年3月18日のJRさくら夙川駅開業時に実施されたダイヤ改正でほぼ確立された（JRさくら夙川停留所も、この改正時に新設）。
運行系統図などでは、西宮市内線とは別の「夙川台線」と紹介されることもあるほか、当系統のみ明確な系統名が判明しており他の西宮市内線とは区別されている。
運行本数で中心となるのは1・2系統で、西宮市内中心部から県道82号大沢西宮線を走行し、柏堂町・鷲林寺町地区へと向かう。同地区には、さくらやまなみバスや阪神バス鷲林寺線も乗り入れている。
2010年4月1日の改正では、さくらやまなみバスの増発に伴い、1系統の大幅な減便と区間の短縮、2系統の「かぶとやま荘」乗り入れ便の廃止などが行われた。翌2011年4月1日の改正では、1系統の西宮甲山高校前発最終便時刻の繰り下げや、2系統の西宮北口乗り入れ等が行われた。
阪急西宮北口駅では3のりば・JR西宮駅では3番のりば・阪急夙川駅では行き先を問わず1のりばからの発車。
- 1系統：阪急西宮北口駅 - JR西宮駅 - 西宮戎 - JRさくら夙川駅 - 阪急夙川駅 - 柏堂町 - 鷲林寺 - 西宮甲山高校前 ← 甲山墓園前 
  - 西宮北口 - 阪急夙川間はかつて国道171号（能登町 - 越水町[注 15] - 江上町）を経由していた。JR西宮駅北経由の西宮北口→甲東園系統が廃止されたのと同時に、現在の7系統と同じルートを経て、現在のルートを走るようになった。
  - 2021年4月3日のダイヤ改正によって甲山高校に行くこの系統は平日登下校時のみとなり日中、土日祝は甲山墓園前折り返しの2系統となった[3]。西宮北口・夙川方面から甲山高校へ登下校時以外に行く場合は鷲林寺バス停から徒歩7分で行く事になる。
  - 現行ダイヤでは甲山高校行きは朝に5本運行され、1本のみ西宮北口駅始発、他は夙川駅始発となっている。駅方面は朝の甲山高校発夙川駅行き5本のほか、夕方に甲山墓園前発の甲山高校経由夙川駅方面行きが4本運行される。夙川駅行きが2本、JR西宮駅行き・西宮北口駅行きが各1本ずつの設定である。
  - 元は甲山墓園前から先、甲山大師を経て宝塚市境付近の五ヶ池まで毎日4便運行されていたが、晩年は五が池まで行く便はJR西宮発着に短縮され、最終的に2021年4月3日改正で廃止[3]。2007年3月18日までは31系統として、西宮北口 - 江上町 - 阪急夙川 - 五が池で運行されていた[注 16]。
- 2系統：阪急西宮北口駅 - JR西宮駅 - 西宮戎 - JRさくら夙川駅 - 阪急夙川駅 - 柏堂町 - 鷲林寺 - 甲山墓園前 → 西宮甲山高校前
  - 平日の午後には駅発のみ甲山墓園前を経由し甲山高校へ向かうものが3本運行される（阪急夙川駅発1本・さくら夙川駅発2本）。
  - 夙川駅発着の割合が高いが、西宮北口駅・さくら夙川駅発着やJR西宮駅止まりもある。JR西宮駅止まりは平日夕方1本、さくら夙川駅止まりは土休日朝2本のみ。
  - JRさくら夙川駅始発は日中に若干数運行される他は夕方以降の運行。平日夕方以降の甲山墓園前方面行きは全てさくら夙川駅発であるほか、土休日も同時間帯は阪急夙川駅発と交互に設定される。
  - 阪急夙川駅前ターミナルが完成した1984年4月9日のダイヤ改正から34系統として運行を開始。2007年3月18日のJRさくら夙川駅開業に伴うダイヤ改正で系統番号を改番（34→2）。上述の通り2010年3月31日までは甲山高校前から先、かぶとやま荘まで向かうものもあった[注 17]。
- 3系統：剣谷 → 鷲林寺 → 柏堂町 → 苦楽園口 → 阪急夙川駅 → JRさくら夙川駅
  - 開設当初は苦楽園口発着の32系統として、1 - 2時間に1本の割合で運行されていた。
  - 2021年4月3日のダイヤ改正により夜の剣谷行のバスは廃止となり、剣谷発さくら夙川行の一本のみとなった[3]。
- 6系統：甲山墓園前 → 鷲林寺 → 柏堂町 → 阪急夙川駅 → 国道夙川 → 阪神香櫨園駅 →  阪神西宮駅東 → JR西宮駅
  - かつては「西宮北口 - 阪急夙川 - 苦楽園循環」の28系統として2時間に1本程度運行されていたが、1985年に阪急夙川で系統分割され西宮北口 - 香櫨園 - 夙川の区間は1日3 - 4便（のち土曜のみの週1往復）に減便。
  - 分割後もしばらく双方の系統で28系統を名乗っていた。2007年3月18日の改正でこちらは6系統に、苦楽園側は芦屋市内線の4系統と同一ルートを走行していることから同じ4系統にそれぞれ改番された[注 18]。こういった経緯から、西宮市内線の1日乗車券では現在芦屋市内線のみが乗り入れている苦楽園周辺も利用できる[2]。
  - 土曜日のみ週1往復の時期を経て、2018年9月1日の改正では土休日にJR西宮行き1便のみの運行となった（各停留所とも、片側は休止とされた）[5]。のちに甲山墓園前まで延長。
- 7系統：甲山墓園前 → 鷲林寺 → 柏堂町 → 苦楽園口 → 阪急夙川駅 → JRさくら夙川駅 → 江上町 → JR西宮駅 → 中殿北公園（JR西宮駅北） → 阪急西宮北口駅
  - 6系統と同様、土曜のみ週1往復運行を経て2018年9月1日より土曜・休日に西宮北口駅行き1便のみの運行となっている（各停留所とも、片側は休止とされた）[5]。またこの系統ものちに甲山墓園前まで延長となっている。

### 武庫川線
西宮市内線の一系統として扱われることがある。また、35系統は阪急逆瀬川駅を発着地としているため、「宝塚市内線」の一系統として扱われることもある。運賃体系は35系統は宝塚市内線、36系統は西宮市内線となる。
仁川駅から東へ向かい、いずれも武庫川沿いの県道114号西宮宝塚線を経由し、阪急逆瀬川駅（東のりば）またはJR甲子園口駅との間を結ぶ路線である。
開設当初は武庫大橋 - 宝塚あるいは甲東園の系統で、宝塚から武庫大橋までの県道114号西宮宝塚線をほぼ全通していた。1966年8月1日に武庫大橋 - 東甲子園口間が廃止となり、甲東園を境に分断した35・36系統に改められた。
阪神競馬場のそばを走行することから、かつては周辺道路の渋滞による遅延を避けるため、競馬の開催日は渋滞のピークとなる15時から17時前後の時間帯において、35系統は「新明和前」、36系統は「甲武橋西詰」（現在の「甲武橋」）で折り返す措置を執っていたが、1997年11月29日の改正で解消された。
阪急仁川駅停留所は県道337号生瀬門戸荘線（中津浜線）上にあり、「仁川」と称していたが、駅前の再開発でロータリーが完成したため、2003年4月8日の改正から現在の駅改札口前に乗り入れるようになった（乗り入れ開始時点での名称は「仁川駅前」で、2022年4月30日に阪急逆瀬川駅などと共に現在の停留所名となった）。
2004年10月16日の改正より、甲東園発着は昼間のみとなり、それ以外の時間帯は仁川駅前止まりとなる。2021年4月3日のダイヤ改正で両系統とも仁川駅前 - 甲東園間を廃止し、全便が仁川駅前折返しとなった。
- 35系統： 阪急仁川駅 - 競馬場 - 田近野 - 新明和前 - 東蔵人 - 宝塚市役所前 - 阪急逆瀬川駅
  - 1966年8月1日、甲東園 - 逆瀬川団地前で開設。1986年12月20日の改正で阪急逆瀬川を境に系統分割され、甲東園 - 阪急逆瀬川間の運行に縮小（逆瀬川団地前方面は宝塚市内線に編入された）。
  - 阪急仁川駅 - 東蔵人、田近野 → 阪急逆瀬川駅の区間便もある。
  - 阪急逆瀬川駅では6番のりばから発車。

- 36系統：阪急仁川駅 - 競馬場 - 段上町6丁目 - 新田 - JR甲子園口駅
  - 路線環境から一時期1日3往復（平日・土曜のJR甲子園口発→甲東園行きは4本）しかなかったが、2004年10月16日の改正より西宮市段上地区の土地区画整理事業の進捗に伴い、仁川口橋 - 甲武橋間において、武庫川沿いの県道から段上地区内を走行するルートに変更され、若干の増便が行われた。

## 過去の主な担当路線

### 西宮市内線

#### 西宮戎系統
- 西宮北口 - （両度町） - （芦原町） - （JR西宮） - 西宮戎[注 19]
  - 毎年1月9日から11日の西宮戎大祭時に、長年にわたり西宮北口からJR西宮を経由して西宮神社そばまで毎年臨時便を運行していたが、2019年から休止しており[6]、西宮神社へは鉄道ないし既存のバス路線を利用するよう案内している[7]。2017年までは、西宮北口 - JR西宮間は各停留所に停車したあと西宮戎までノンストップで運行していたが、2018年はJR西宮も含めて途中ノンストップの直行便とした[8]。また、当初は免許上も臨免扱いだったが、1988年から本免化した。所要時間は片道約20分で、ダイヤは終日20分間隔で組まれていたが、運行時刻は毎年1月始めに公表され、発車時刻は「西宮北口」・「JR西宮」（西宮戎行きのみ）・「西宮戎」のみ公開されていた[注 20]。ちなみに、幕式の行先表示器搭載車には、えべっさんのイラストが入った専用の幕が用意されていた。

### USJ線
2001年3月31日のUSJオープンと同日に運行を開始したが、乗客が少なかったため、わずか半年後の2001年9月30日をもって撤退した。
- 阪急西宮北口・JR西宮・阪神西宮 - ユニバーサル・スタジオ・ジャパン（阪神電鉄バスと共同運行）
- 有馬温泉 - ユニバーサル・スタジオ・ジャパン

### 深夜急行バス・スターライナー
2002年12月4日より運行開始。運行区間に西宮市内は含まれていないが、西宮北口発着の関空リムジンバス専用車が充当されていた。2018年3月30日（31日未明）の運行を最後に廃止された。
- 大阪梅田（新阪急ホテルバスセンター）→桃山台駅→千里中央→北千里→小野原東→小野原→粟生団地

## 人身事故隠蔽事件
2003年9月13日午後、鷲林寺付近を走行していた夙川台系統のバス車両が、右折車を避けようとして急停車。この時に60代の乗客が首などに軽傷を負ったが、運転手や報告を受けた西宮営業所は警察に届け出なかった。西宮警察署は、その事故を組織的に隠した疑いが強まったとして、10月23日、道路交通法の報告義務違反と業務上過失傷害の疑いで同営業所を家宅捜索した。
営業所長は運転手に「車内での事故なので、示談で対応すればよい」と指示したうえ、主婦にも通報しないよう求めたが、示談が成立しなかったため、10月中旬になり、営業所側が同署に届け出て事故が発覚した。
これと同時期にも、西宮営業所で連続して事故の隠蔽事件が発生していたことが調査により判明している。